# Ступки (Сумський район)
Сту́пки —  село в Україні, у Лебединській міській громаді Сумського району Сумської області. Населення становить 43 осіб. До 2020 орган місцевого самоврядування — Ворожбянська сільська рада. 

## Географія
Село Ступки знаходиться на правому березі річки Ворожба, вище за течією примикає село Ворожба, нижче за течією примикає село Даценківка. Поруч проходить автомобільна дорога Т 1909.

## Історія
12 червня 2020 року, відповідно до Розпорядження Кабінету Міністрів України № 723-р «Про визначення адміністративних центрів та затвердження територій територіальних громад Сумської області» увійшло до складу Лебединської міської громади.
19 липня 2020 року, після ліквідації Лебединського району, село увійшло до Сумського району.